# Generone

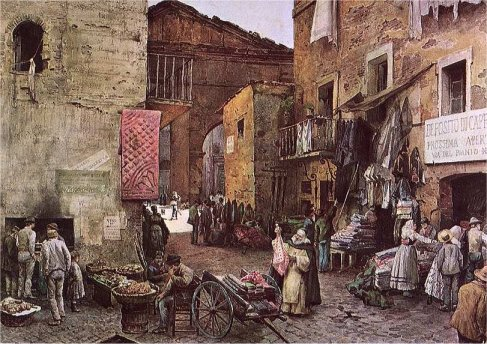
Scènes de la vie à Rome dans la première moitié du XIX (Ettore Roesler Franz).

Le terme italien « Generone » (parfois, plus spécifiquement, « generone romano », ou encore « capitolino ») est le nom utilisé dans la Rome de la fin du XIXe siècle pour désigner une classe préexistante d'extraction bourgeoise et de condition aisée qui faisait partie de la stratification sociale qui s'était établie au fil des siècles dans la capitale des États pontificaux.
Le « Generone » était une classe citadine située dans la partie supérieure et plus aisée de la classe moyenne romaine, tandis que la strate inférieure de cette même classe moyenne était constituée par ce que l'on appelle le « generetto », une classe sociale d'extraction petite bourgeoise et inférieure : cette dernière, moins riche que le generone, s'identifie à une « petite bourgeoisie de clientèle et de cour ».